# Faculté des langues étrangères de l'université de Tomsk
La faculté des langues étrangères de l'université de Tomsk (факультет иностранных языков ТГУ) dépend de l'université d'État de Tomsk en Russie. Elle a été fondée en 1995. Son doyen est Mme le professeur Svetlana Konstantinovna Goural, membre-correspondant de l'Académie de Sibérie.

## Histoire
Il existait un chaire de langues étrangères à l'université depuis 1931. La décision d'ouvrir une faculté à part entière remonte à 1995. Elle comprend en 2013 les chaires suivantes :
- Chaire de langue allemande (ouverte en 1962)
- Chaire de philologie anglaise (ouverte en 1995)
- Chaire de langues étrangères (ouverte en 1995)
- Chaire de langue anglaise des facultés de sciences naturelles et de physico-mathématiques (ouverte en 1996)
- Chaire des langues romanes (ouverte en 2003)
- Chaire de langue chinoise (ouverte en 2009)

Il existe une discipline de linguistique et une spécialité de traduction-études de traduction.
À la fin de ses études, l'étudiant reçoit le titre de bachelier en linguistique ou de traducteur-linguiste. Le cycle d'études pour les post-gradés se préparant au doctorat de troisième cycle a été ouvert en 2002. Il porte sur la théorie et la méthodologie de l'enseignement et de l'éducation (en langues étrangères).
En 2013, ce sont 101 enseignants qui travaillent à la faculté, dont 6 professeurs d'université, 5 docteurs, 25 dozents et 27 candidats au doctorat.
Depuis 2006, il existe quatre départements pour les étudiants s'inscrivant à l'université: anglais, allemand, français et chinois. Le programme d'enseignement à la faculté comporte obligatoirement l'étude de deux langues étrangères (anglais, allemand, français, ou au choix espagnol et chinois). L'enseignement d'une troisième langue est possible selon les programmes choisis. Il s'agit alors en troisième langue de l'allemand, ou du français, ou de l'espagnol, ou de l'italien, ou du grec ou du chinois.
Le programme général comprend l'étude de la littérature antique, de la littérature russe et des littératures étrangères, la culturologie et le latin, la maîtrise de la technologie informatique, et des cours spécialisés, comme « Langage. Culture. Pensée », ainsi que des cours de traduction spécialisée dans le domaine de l'économie, du droit et de la technique.
La faculté possède tous les moyens informatiques et audio-visuels pour l'enseignement des langues et de la traduction simultanée.
La faculté publie une revue intitulée « Язык и культура » (Langue et Culture). Elle participe à des programmes d'échange avec d'autres universités en Russie et à l'étranger (Allemagne, Grande-Bretagne, France et Chine)